# Чуру (округ)
Чуру (англ. Churu) — округ в индийском штате Раджастхан.

## Географическое положение
Расположен в регионе Джангладеш на севере штата. Разделён на шесть подокругов. Административный центр — город Чуру.

## История
Образован в 1948 году.

## Демография
Согласно всеиндийской переписи 2001 года, население округа составляло 1 696 039 человек. Уровень грамотности взрослого населения составлял 67,67 %, что выше среднеиндийского уровня (59,5 %). Доля городского населения составляла 27,87 %.